# Iberisch

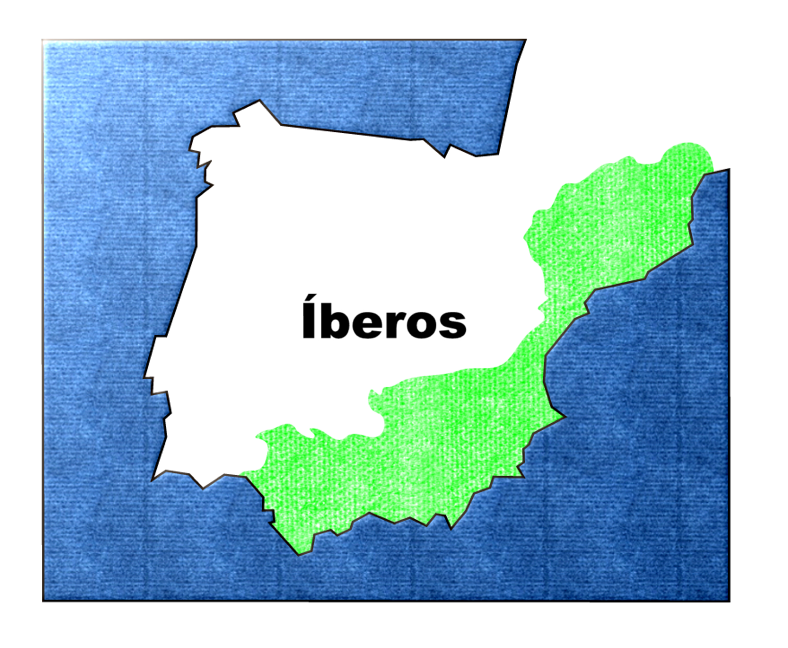
Kaartje waarop het gebied waar Iberisch werd gesproken is aangeduid

Iberisch is een niet-geclassificeerde Europese taal die in de oudheid werd gesproken in het zuidoostelijk deel van het Iberisch Schiereiland, in een gebied dat ongeveer overeenkomt met de huidige Spaanse regio's Catalonië, Valencia, Murcia en Andalusië.
Er is een aantal Iberische inscripties bewaard, in een schrift dat waarschijnlijk was afgeleid van het Fenicische alfabet en slechts gedeeltelijk kon worden ontcijferd. Vanwege onze geringe kennis van de Iberische taal is het onmogelijk vast te stellen of en in hoeverre het Iberisch verwant was met het Baskisch. Een dergelijke verwantschap is niet onwaarschijnlijk, maar valt moeilijk te bewijzen.

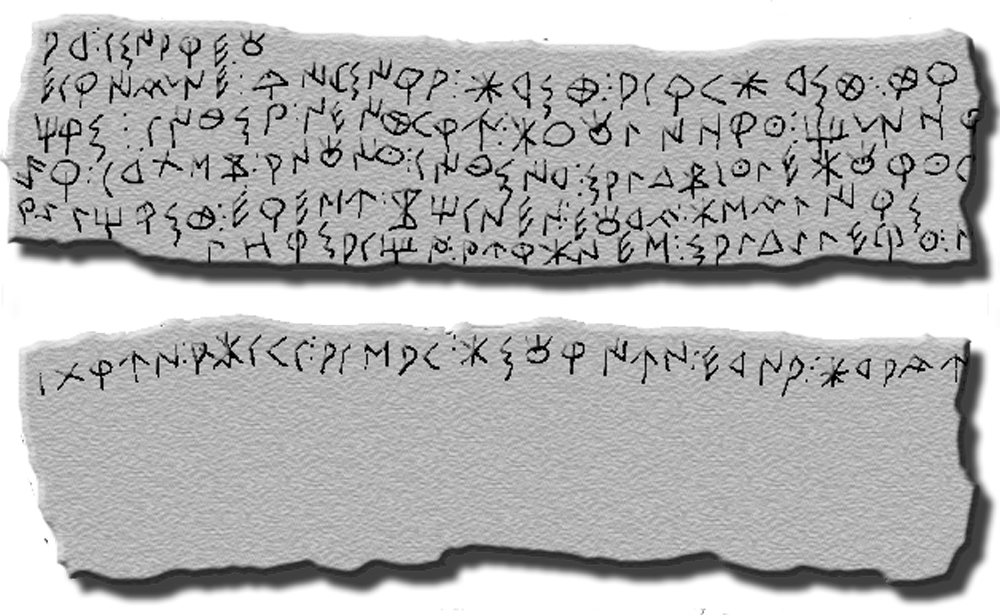
Een reproductie van het loden plaatje van Ullastret (eind 4e eeuw v.Chr.)

 Er zijn sterke aanwijzingen dat ook de Aquitaniërs, die in het zuidwesten van Gallië woonden, tussen de Garonne en de Pyreneeën, een taal spraken die verwant was met het Baskisch of Iberisch.
Een groot deel van de rest van het Iberisch Schiereiland was bewoond door volkeren met een sterk Keltische invloed, die door de Romeinen Keltiberiërs werden genoemd, omdat hun taal overwegend Keltisch was, terwijl ze in zeden en gewoonten ook veel gemeen hadden met de Iberiërs.
In de tijd van het Romeinse Keizerrijk zijn zowel de Iberiërs als de Keltiberiërs geromaniseerd. Alleen in het gebied van Baskenland, Navarra en de westelijke Pyreneeën hebben de Basken hun niet-Indo-Europese taal kunnen bewaren.